# Altslowenen
Altslowenen (slowenisch: Staroslovenci) ist die Bezeichnung für eine nationalkonservative politische Gruppe in den slowenischsprachigen Gebieten der Österreichisch-ungarischen Monarchie während der 1850er bis 1870er Jahren, die sich gegen die sogenannten Jungslowenen stellte. Die wichtigsten altslowenischen Führer waren Janez Bleiweis, Lovro Toman, Luka Svetec, Etbin Henrik Costa und Andrej Einspieler.

## Geschichte
In den 1860er Jahren spaltete sich die slowenische Nationalbewegung, deren Ziele die nationale Emanzipation der Slowenen im österreichischen Kaiserreich und die gleichberechtigte Anerkennung der slowenischen Sprache waren, in verschiedene Fraktionen. Die Unterschiede waren sowohl ideologischer als auch taktischer Natur.
Nach Beginn der konstitutionellen Periode im österreichischen Kaiserreich sammelten sich die Aktivisten der slowenischen Nationalbewegung um den gemäßigt konservativen und liberal-katholischen Herausgeber der Zeitung Kmetijske in rokodelske novice, Janez Bleiweis. Bleiweis und seine Verbündeten propagierten eine Politik taktischer Bündnisse mit verschiedenen Machtgruppen im österreichischen Kaiserreich, wie der römisch-katholischen Kirche, den tschechischen Föderalisten von František Palacký und einem kleinen Teil des Krainer Landadels. Ab Mitte der 1860er Jahre stellte eine Gruppe junger nationalistischer Aktivisten und Intellektueller um Fran Levstik und Josip Stritar, diese pragmatische Politik in Frage und forderte einen radikaleren Ansatz, der liberale Ideen vollständig umfassen würde. Nach einem Jahrzehnt der Reibungen zwischen den beiden Fraktionen kam es 1872 zum Bruch, als die Jungslowenen ihre eigene politische Organisation gründeten. Folglich wurde die Gruppe, die der alten Führung und der traditionellen Politik treu blieb, als Altslowenen bekannt.
Im Gegensatz zu den Jungslowenen, die der katholischen Hierarchie kritisch gegenüberstanden, förderten die Altslowenen vor österreichisch-slawischem Hintergrund traditionelle Werte wie Familie, Religion und Treue zum Haus Habsburg. Ihr Motto war "Alle [Dinge] für den Glauben, das Zuhause und den Kaiser!" (Vse za vero, dom, cesarja!).
Mit dem Tod der meisten altslowenischen Führer in den 1880er Jahren wurde die slowenische konservative politische Bewegung durch eine neue Art des politischen Konservatismus ersetzt, der zunächst auf dem traditionalistischen politischen Katholizismus und später auf christlich-sozialen und christlich-sozialistischen Ideen basierte. Die Gründung der Katholischen Nationalpartei im Jahr 1892 markierte das Ende der Politik der „Eintracht“, die auf einem Bündnis zwischen Altslowenen und Jungslowenen basierte. Stattdessen entstanden zwei gegensätzliche politische Bewegungen, die „Klerikalen“ und die „Liberalen“. Viele der überlebenden altslowenischen Führer, wie Luka Svetec, zogen es vor, sich den Nationalliberalen anzuschließen.

## Persönlichkeiten
Die wichtigsten Vertreter der altslowenischen politischen Strömung waren:
- Janez Bleiweis (1808–1881), Politiker, Herausgeber, Journalist, Arzt und Tierarzt im Kronland Krain
- Lovro Toman
- Andrej Einspieler (1813–1888), Kärntnerslowenischer Volksaufklärer, Geistlicher, Politiker und Publizist, Mitbegründer des slowenischen Volksverlages Hermagoras-Bruderschaft/Mohorjeva
- Etbin Henrik Costa
- Lukas Swetec
- Janez Vesel
- Davorin Trstenjak
- Peter Kozler